# Zorzines thaiensis
Zorzines thaiensis är en fjärilsart som beskrevs av Inoue 1992. Zorzines thaiensis ingår i släktet Zorzines och familjen nattflyn. Inga underarter finns listade i Catalogue of Life.